# Sukma
Sukma est une ville indienne située dans le district de Sukma dans l’État du Chhattisgarh. En 2011, sa population était de 13 926 habitants.

## Source de la traduction
- (en) Cet article est partiellement ou en totalité issu de l’article de Wikipédia en anglais intitulé « Sukma » (voir la liste des auteurs).